# Université impériale à Bruxelles
Cet article possède un paronyme, voir Université de Bruxelles.
L'Université impériale, fondée par Napoléon - ce mot université ne devant pas être compris ici dans le sens concret d'un établissement d'enseignement supérieur mais désignant l'organisation de cet enseignement - a établi dès 1806 plusieurs facultés à Bruxelles, les départements belges étant du ressort de deux Académies.
Bruxelles eut le privilège d'être le chef-lieu d'une académie comprenant les départements de la Dyle, de l'Escaut, de la Lys, de Jemmapes et des Deux-Nèthes.
Elle fut ainsi le siège de plusieurs facultés universitaires :
- 1806-1817: L'École de Droit de Bruxelles.
- 1810-1817: La Faculté des lettres de Bruxelles.
- 1810-1817: La Faculté des Sciences de Bruxelles.

Ces facultés ne survécurent que peu de temps à l'Empire et disparurent en 1817.

## L'École (spéciale) de droit de Bruxelles
Elle était une des douze Écoles de droit de l'Empire et fut ouverte à Bruxelles le 25 mars 1806. Ses locaux étaient situés dans "l'Ancienne Cour". Les autres Écoles de Droit de l'Empire étaient situées à Aix, Caen, Coblence, Dijon, Grenoble, Paris, Poitiers, Rennes, Strasbourg, Toulouse et Turin.

### Personnel de l'École de droit
- François Joseph Beyts, inspecteur général.
- Van Gobbelschroy, directeur.
- Charles-Louis van Bavière (Cassel, 1765 - Bruxelles, 1815), licencié en droit de l'Université de Douai, ancien professeur d'histoire à l'école centrale de Lille[1], secrétaire de l'académie impériale et de la faculté de droit de Bruxelles.

### Professeurs à l'École de droit de Bruxelles
- Cahuac, professeur de droit civil, ancien professeur à l'université de Douai.
- Gérard Ernst.
- Van Hoogten.
- Xavier Jacquelart, de Louvain, docteur dans les deux droits, né à Louvain le 15 janvier 1767, décédé à Bruxelles le 19 novembre 1856, à l'âge de 89 ans et 10 mois, dernier membre survivant du corps enseignant de l'ancienne Université de Louvain. Jadis professeur des mêmes disciplines dans l'ancienne université de Louvain. Après y avoir terminé ses humanités au collège de la Trinité, il fit son cours de philosophie à la Pédagogie du Porc (Paedagogium porci) et obtint en 1786 la trente-huitième place à la promotion générale de la faculté des Arts. Le 28 juin 1791, il reçut le grade de licencié en droit civil et en droit canon. Il devint ensuite professeur à l'Université d'État de Louvain.
- Albert Guillaume Marie Beyens (Deinze, 8 novembre 1760 - Bruxelles, 7 novembre 1827), nommé chargé de cours en 1808.

### Professeurs suppléants à l'École de droit de Bruxelles
- Étienne Heuschling, ancien professeur au Collegium Trilingue de l'ancienne Université de Louvain.
- Maurissens.

## Faculté des lettres de Bruxelles
La Faculté des Lettres fut installée le 5 novembre 1810.

### Professeurs à la Faculté des lettres de Bruxelles
- Ranc, histoire.
- Philippe Lesbroussart, littérature latine.
- Rouillé, littérature française.
- De Landreville, philosophie.

## Faculté des sciences de Bruxelles
Elle fut également installée le 5 novembre 1810.

### Professeurs à la Faculté des sciences de Bruxelles
- Lallemant, mathématiques pure.
- Bachelier, mathématiques appliquées.
- Sentelet, sciences physiques.
- Thiry, professeur adjoint de sciences physiques.

## Anciens étudiants de l'Université impériale à Bruxelles.

### Anciens étudiants à l'École de Droit de Bruxelles (Université impériale).
- Charles Blargnies, membre du Congrès national de Belgique.
- Eugène Defacqz, membre du Congrès national.
- Félix De Muelenaere, membre du Congrès national.
- Charles De Roo, membre du Congrès national.
- Pierre de Ryckere, membre du Congrès National.
- Barthélemy de Theux de Meylandt, membre du Congrès National
- François Domis, membre du Congrès national.
- François du Bus, membre du Congrès national.
- Guillaume Dumont, membre du Congrès national.
- Gérard Ernst, professeur de droit.
- Alexandre Gendebien, membre du Congrès national.
- Louis Goossens, jurisconsulte.
- Albert Lefebvre, membre du Congrès national.
- Albert Nopener, membre du Congrès national.
- Jean Raikem, membre du Congrès national.
- Henri Van Innis, membre du Congrès national.
- Guillaume Van Volxem, membre du Congrès national.
- Théodore Verhaegen, fondateur de l'Université libre de Bruxelles.
- Paul Wyvekens, membre du Congrès national.